# Who Made Who (singolo)
Who Made Who è un singolo del gruppo musicale australiano AC/DC, pubblicato nel 1986 ed estratto dall'album omonimo.

## Tracce
- 7"

1. Who Made Who (extended remix)
2. Guns for Hire (live, Detroit '83)

## Video
Il videoclip della canzone è stato diretto da David Mallet.

## Formazione
- Brian Johnson – voce
- Angus Young – chitarra
- Malcolm Young – chitarra
- Cliff Williams – basso
- Simon Wright – batteria